# Stora Draggen
Stora Draggen är en sjö i Falu kommun i Dalarna och ingår i Dalälvens huvudavrinningsområde. Sjön har en area på 2,19 kvadratkilometer och ligger 211,9 meter över havet. Sjön avvattnas av vattendraget Lillälven (Tängerströmmen).

## Delavrinningsområde
Stora Draggen ingår i det delavrinningsområde (676623-149445) som SMHI kallar för Utloppet av Stora Draggen. Medelhöjden är 232 meter över havet och ytan är 11,9 kvadratkilometer. Räknas de 59 avrinningsområdena uppströms in blir den ackumulerade arean 753,14 kvadratkilometer. Lillälven (Tängerströmmen) som avvattnar avrinningsområdet har biflödesordning 2, vilket innebär att vattnet flödar genom totalt 2 vattendrag innan det når havet efter 279 kilometer. Avrinningsområdet består mestadels av skog (58 procent) och sankmarker (13 procent). Avrinningsområdet har 2,41 kvadratkilometer vattenytor vilket ger det en sjöprocent på 20,2 procent.